# Magatzem al carrer Gibraltar, 14-20 (Premià de Mar)
El Magatzem al carrer Gibraltar, 14-20 és un edifici de Premià de Mar (Maresme) protegit com a Bé Cultural d'Interès Local.

## Descripció
Aquest magatzem es compon de cinc crugies, en la segona hi trobem el lluernari. L'edifici està orientat a nord. Les cinc obertures en façana corresponen a les cinc crugies interiors de la nau. Les finestres de la planta baixa són d'arc rebaixat i pilars interiors. Trobem una cornisa treballada igual que el nivell del primer forjat. Al llarg de tota la façana hi ha una jàssera de ferro que s'utilitza com a cinta transportadora.